# إعدام المثليين
تعرض المثليون على مر التاريخ للاضطهاد والقمع والنفي، حيث أن مجموعة من الأنظمة في جميع أنحاء العالم قامت بتعنيفهم بل هناك من نفذت عقوبة الإعدام في حقهم، وبالرغم من أن أوضاعهم تحسنت مؤخرا إلا أن بعض البلدان لا زالت تقمعهم ولا زالوا يتعرضون فيها للعنف والضرب من قبل السلطات تارة ومن قبل مواطني الدولة أنفسهم تارة أخرى، خاصة تلك الدول التي تتبع الشريعة الإسلامية على غرار السعودية وإيران. على الرغم من أن قوانين بعض الدول قد تسمح بتنفيذ عقوبة الإعدام في حقهم إلا أن هذا نادرا ما يحصل، حيث في العادة يتم الحكم بالإعدام دون تنفيذه. وكانت صحيفة واشنطن بوست قد نشرت مقالا حول العراق ذكرت فيه «القانون لا يحظر صراحة أفعال المثلية الجنسية، ولكن المثليين قد قُتلوا فعلا على أيدي الميليشيات وحُكم عليهم بالإعدام من قبل القضاة نقلا عن الشريعة.»

## النظم الحالية التي تُطبق عقوبة الإعدام في حق المثليين
- أفغانستان[1][2]
- بروناي[3]
- إيران
- الدولة الإسلامية في العراق والشام[4]
- جزر المالديف[5]
- موريتانيا (ينطبق ذلك فقط على الرجال المسلمين)
- السودان[6]
- شمال نيجيريا حيث اعتمدت عدة جماعات هناك الشريعة للحُكم في مثل هذه الأمور.
- اليمن[7]
- المملكة العربية السعودية
- قطر تُنفذ العقوبة في حق المسلمين فقط، خاصة لو كانت العلاقة خارج نطاق الزواج، بغض النظر عن جنس المشاركين فيها.
- الصومال (العديد من الولايات الجنوبية في الصومال تعتمد على الشريعة الإسلامية في استنباط أحكامها)

هذا وتجدر الإشارة إلى أن هناك نزاع قانوني حول ما إذا كان قانون دولة الإمارات العربية المتحدة يسمح بتنفيذ عقوبة الإعدام على النشاط الجنسي من نفس الجنس، وكانت منظمة العفو الدولية قد نشرت تقريرا في وقت سابق أكدت فيه على أنه يُمكن مشاهدة تنفيذ العقوبة في الإمارات كونها تتبع جماعة الدول المسلمة.

## التاريخ

### أستراليا
ورثت الولايات والأقاليم الأسترالية قوانين بريطانيا المتعلقة بالمثلية الجنسية والصادرة في القرن التاسع عشر، وتُقر هذه القوانين بضرورة مُعاقبة المثليين جنسيا، كما اعتبرت النشاط الجنسي بين شخصين من نفس الجنس جريمة يُعاقب عليها القانون. لكن ومع مرور الوقت، بدأت العقوبات تخف تدريجياً خاصة بعض ظهور جمعيات تُدافع عن حقوق الإنسان وعن حقوق المثليين بشكل خاص، حيث استطاعت هذه الأخيرة تخفيف عقوبة الإعدام بالنسبة للأفعال الجنسية المثلية إلى السجن مدى الحياة، ثم تمكنوا في وقت لاحق (عام 1949) من إزالة هذه العقوبة أيضاً.

### المملكة المتحدة
منذ عام 1533 كانت عقوبة أي شخص «يرتكب البغيضة المقيتة المتمثلة في» السدومية«مع البشر أو الحيوانات» هي دفع غرامات مالية تختلف قيمتها حسب «الجرم» المُرتكب وحيثياته، لكن هذه العقوبة شهدت انعطافات كثيرة حيث تم إلغائها في كثير من الأحيان ثم يتم إعادة التصديق عليها مُجدداً، لكن في 1563 تم الاتفاق والمصادقة عليها رسميا فبقيت قائمة دون تغيير حتى عام 1861.

### الولايات المتحدة
كانت الولايات المتحدة هي الأخرى تتبع قوانين المملكة المتحدة في هذا الموضوع، وذلك نظرا لأن الأولى كانت عبارة عن مُستعمرة بالنسبة للثانية، حيث كانت تُجرّم العلاقات المثلية وكافة أنواعها لكن هذا لم يدم طويلا حيث تم إلغاء هذا القانون في 1873 أي بعد إثني عشر عاما من تخلص الدولة من مُستعمرتها.
يُشار إلى أن عدد الأشخاص «المثليين» الذين نُفذ فيهم حُكم الإعدام في الولايات المتحدة غير معروف، فالسجلات تؤكد على أن اثنين فقط هم من أُعدموا بسبب مثليتهم لكن الجمعيات تؤكد أن العدد ضعف هذا بكثير خاصة وأنها لاحظت غموضا غريبا قد يكون مُتعمدا في السجلات، من قبيل تعليل سبب الإعدام في بعض الحالات بـ «جرائم ضد الطبيعة» دون أي تفسير لهذا المفهوم الغامض.